# 徐傲霜
徐傲霜是一位在校学生，最初以“龙儿”身份参加2012年朋友网举办的国民校花评选大赛而走红并且得到了网友的支持，但随后腾讯公司修改了选举规则导致其失去参赛资格。当晚一个叫做“徐傲霜”的用户报名参加了该比赛，并被普遍认为与先前的“龙儿”是同一人，同时，网民们开始怀疑腾讯在选举中是否存在暗箱操作行为。也有观点认为这只是一场发起于百度李毅吧的“恶搞和狂欢”。